# Arsenikpentoxid
Arsenikpentoxid är en kemisk förening med formeln As2O5. Ämnet är en viktig kommersiell arsenikförening.

## Karaktäristik
Arsenikpentoxid är luktlöst. Ämnet är vitt och förekommer både som klumpig solid och som pulver. Arsenikpentoxid är hygroskopiskt. 

## Tillverkning
Arsenikpentoxid kan syntetiseras antingen genom att bränna arsenik tillsammans med ett överskott av syrgas (O2), eller genom att oxidera arseniktrioxid (As2O3) med oxidationsmedel såsom ozon (O3), väteperoxid (H2O2) eller salpetersyra (HNO3).

## Reaktioner
Arsenikpentoxid bryts ned till syrgas och arseniktrioxid vid uppvärmning. Arsenikpentoxid är ett oxidationsmedel och är benäget att reagera kraftigt med oxiderbara ämnen och kan exempelvis frigöra klorgas (Cl2) från saltsyra (HCl(aq)).
Arseniktrioxid löser sig raskt i vatten (H2O) för att bilda arseniksyra (H3AsO4).

## Användningsområden
Arsenikpentoxid används i både fast form och som lösning i tillverkandet av arsenater, herbicider, metallim, insektsmedel, fungicider, träimpregneringsmedel, färgade gaser och i tryckning och färgning.

## Identifikatorer
- PubChem 14771
- ChemSpiderID 14088
- EG-nummer 215-116-9
- RTECS CG2275000
- InChI 1/As2O5/c3-1(4)7-2(5)6
- InChIKey COHDHYZHOPQOFD-UHFFFAOYAN